# Takamaka
Takamaka és un districte de les Seychelles que es troba localitzat a l'illa de Mahé. L'activitat econòmica d'aquesta illa s'agrupa entorn l'agricultura i la pesca. El sector serveis està molt relacionat amb el turisme, ja que a Takamaka s'hi poden arribar a comptabilitzar un bon nombre d'hotels.